# Habenaria katangensis
Habenaria katangensis är en orkidéart som beskrevs av Victor Samuel Summerhayes. Habenaria katangensis ingår i släktet Habenaria och familjen orkidéer. Inga underarter finns listade i Catalogue of Life.